# Constanza của Castilla, Vương hậu Pháp
Constanza của Castillla (tiếng Tây Ban Nha: Constanza de Castilla; 1136 hoặc 1140 - 4 tháng 10 năm 1160)  là một vương hậu Pháp với tư cách là người vợ thứ hai của Louis VII, vị vua đã kết hôn với bà sau khi hủy hôn với Aliénor xứ Aquitaine. Bà là con gái của vua Alfonso VII của León và Berenguera xứ Barcelona. Đến nay, người ta vẫn chưa rõ năm sinh của bà.

## Cuộc đời
Lý do chính thức khiến chồng bà bị Aliénor xứ Aquitaine tiêu hôn được cho là do Louis VII có mối quan hệ họ hàng quá gần với Aliénor để cuộc hôn nhân hợp pháp theo tiêu chuẩn của Giáo hội; tuy nhiên, Louis VII thậm chí còn có quan hệ họ hàng gần hơn với Constanza.
Constanza qua đời khi sinh đứa con thứ hai. Như sự tham vọng muốn có được con trai, chồng bà đã tái hôn chỉ 5 tuần sau khi bà qua đời.
Constanza được chôn cất tại Vương cung thánh đường Saint-Denis, Pháp.

## Hậu duệ
Constanza có hai người con:
1. Margaret, 1157–1197, người đầu tiên kết hôn với Henry, Vua trẻ của Anh, [4] và sau đó là Béla III của Hungary [5]
2. Alys, 1160–1220, người đã kết hôn với William IV xứ Ponthieu[6]